# Agnieszka Zembroń-Łacny
Agnieszka Anna Zembroń-Łacny – profesor nauk medycznych i nauk o zdrowiu, dziekan Wydziału Lekarskiego i Nauk o Zdrowiu UZ od 2016 do 2020.Kierownik Katedry Fizjologii Klinicznej i Stosowanej w Instytucie Nauk o Zdrowiu Collegium Medicum Uniwersytetu Zielonogórskiego.

## Życiorys
Absolwentka kierunku biotechnologia Uniwersytetu Wrocławskiego (1992) oraz studiów MBA Wyższej Szkoły Bankowej w Poznaniu. Autorka ponad 100 prac i publikacji naukowych z zakresu biochemii i fizjologii człowieka. Od lat realizuje projekty badawcze dot. oddziaływania mediatorów reakcji zapalnej na tkanki, wpływu przewlekłego stanu zapalnego na sprawność funkcjonalną osób starszych i osób z przewlekłą niewydolnością nerek oraz stosowania substancji immunomodulujących. Laureatka grantu pobytowego Szwajcarskiego Towarzystwa Naukowego. Członek International Society of Exercise Immunology, Inflammation Research Association, International Federation of Sports Medicine oraz International Federation of Sports Medicine, associate editor Biology of Sport (area of interest: exercise biochemistry) i członek grupy eksperckiej Centralnego Ośrodka Medycyny Sportowej i Komisji Medycznej Polskiego Komitetu Olimpijskiego dot. „Stosowania suplementów diety i żywności funkcjonalnej w sporcie”. Wiceprezes ds. Naukowych Polskiego Towarzystwa Medycyny Sportowej.